# La unión hace la fuerza (programa de televisión)
La unión hace la fuerza fue un concurso de televisión, emitido por TVE entre 1964 y 1966, con dirección de Gustavo Pérez Puig.

## Mecánica
Inspirado en el programa francés La tête et les jambes y en el italiano Campanile Sera, dos concursantes, representantes de una provincia española, formaban equipo y entraban en competición con el resto, de forma que primero se realizaba una prueba intelectual a uno de ellos y, si fallaba, el otro debía superar una prueba física.
La final fue ganada por los representantes de la provincia de Zaragoza que se impusieron al equipo de La Coruña.